# Засухино (Харовский район)
Засухино — деревня в Харовском районе Вологодской области.
Входит в состав Азлецкого сельского поселения, с точки зрения административно-территориального деления — в Азлецкий сельсовет.
Расстояние по автодороге до районного центра Харовска — 56 км, до центра муниципального образования Поповки — 2 км. Ближайшие населённые пункты — Поповка, Острецовская, Когариха, Истомиха, Сергеиха.
По переписи 2002 года население — 8 человек.